# Elizabeth (Illinois)
Elizabeth ist eine Kleinstadt (mit dem Status „Village“) im Jo Daviess County im Nordwesten des US-amerikanischen Bundesstaates Illinois. Das U.S. Census Bureau hat bei der Volkszählung 2020 eine Einwohnerzahl von 694 ermittelt.

## Geografie
Elizabeth liegt am südöstlichen Ufer des Apple River auf 42°19′04″ nördlicher Breite und 90°13′17″ westlicher Länge und erstreckt sich über 1,14 km². Der Ort liegt größtenteils in der Elizabeth Township, erstreckt sich aber zu einem kleineren Teil auch in die Woodbine Township.
Benachbarte Orte von Elizabeth sind Galena (24,2 km nordwestlich), Scales Mound (22,5 km nördlich), Stockton (21,1 km östlich) und Hanover (10,6 km südwestlich).
Nach Dubuque in Iowa sind es von Elizabeth 48,6 km in nordwestlicher Richtung, Wisconsins Hauptstadt Madison ist 143 km in nordöstlicher Richtung entfernt, über das 100 km entfernte Rockford sind es in südöstlicher Richtung 239 km bis Chicago und die Quad Cities liegen 126 km im Süden.

## Verkehr
In West-Ost-Richtung führt der U.S. Highway 20 als Hauptstraße durch Elizabeth. Alle weiteren Straßen sind untergeordnete Landstraßen, teils unbefestigte Fahrwege sowie innerörtliche Verbindungsstraßen.
Die nächstgelegene Flugplätze sind der 60,1 km westlich in Iowa gelegene Dubuque Regional Airport, der 56,5 km nordwestlich in Wisconsin gelegene Platteville Municipal Airport, der 58,5 km östlich gelegene Albertus Airport bei Freeport und der 39,8 km südlich gelegene Tri Township Airport bei Savanna. 

## Demografische Daten
Nach der Volkszählung im Jahr 2010 lebten in Elizabeth 761 Menschen in 348 Haushalten. Die Bevölkerungsdichte betrug 667,5 Einwohner pro Quadratkilometer. In den 348 Haushalten lebten statistisch je 2,09 Personen. 
Ethnisch betrachtet setzte sich die Bevölkerung zusammen aus 97,2 Prozent Weißen, 0,7 Prozent Afroamerikanern sowie 01 Prozent (eine Person) aus anderen ethnischen Gruppen; 2 Prozent stammten von zwei oder mehr Ethnien ab. Unabhängig von der ethnischen Zugehörigkeit waren 0,9 Prozent der Bevölkerung spanischer oder lateinamerikanischer Abstammung. 
22,2 Prozent der Bevölkerung waren unter 18 Jahre alt, 50,6 Prozent waren zwischen 18 und 64 und 27,2 Prozent waren 65 Jahre oder älter. 53,9 Prozent der Bevölkerung war weiblich.

Das mittlere jährliche Einkommen eines Haushalts lag bei 36.042 USD. Das Pro-Kopf-Einkommen betrug 18.188 USD. 13,3 Prozent der Einwohner lebten unterhalb der Armutsgrenze.